# Dương Thừa Lâm
Dương Thừa Lâm (chữ Hán: 楊丞琳, tiếng Latinh: Yang Chenglin, tên tiếng Anh: Rainie Yang, sinh ngày 4 tháng 6 năm 1984) là nữ diễn viên, ca sĩ từng nhận giải Giải Kim Chung cho nữ diễn viên xuất sắc.

## Tiểu sử
Thuở nhỏ, Dương Thừa Lâm được gia đình cho theo học múa khoảng 11 năm, với mong ước cô sẽ trở thành một giáo viên múa. Năm 13 tuổi, khi cha mẹ quyết định ly hôn, gia đình bắt đầu cuộc sống khó khăn. Sau khi tốt nghiệp cấp 2, Dương Thừa Lâm phải thôi học vì điều kiện kinh tế.

## Sự nghiệp
Năm 15 tuổi, cô bước chân vào làng giải trí khi tham gia vào nhóm nhạc nữ "4 in Love" trực thuộc Sony BMG. Nhóm nhạc này hoạt động không lâu và tan rã sau khi phát hành 2 album không mấy thành công. Sau đó, cô nhận lời tham gia đóng vai "Tiểu Ưu" trong phim thần tượng ăn khách Sao băng, tên tuổi của Dương Thừa Lâm bắt đầu được biết đến. Sau thành công của "Sao băng", cô tiếp tục tham gia nhiều phim khác như: Chân tình, Khung trời thành phố, Hương vị mùa hè, Cực tốc truyền thuyết... Năm 2005, qua vai diễn cô bé nhí nhảnh "Tề Duyệt" trong phim Bóng ma bên người - Devil beside you (Định mệnh), cái tên Dương Thừa Lâm vụt sáng trở thành một ngôi sao. Bộ phim thần tượng này không những thành công tại Đài Loan mà còn lan rộng đến Trung Quốc, Hồng Kông, Việt Nam...
Đến tháng 9 năm 2005, Dương Thừa Lâm phát hành album solo đầu tay của mình, đây là album nhạc phim Định mệnh mang tên My Intuition. Ngay trong đợt đầu phát hành, My Intuition đã giành được 2 đĩa bạch kim. Với số lượng hàng triệu bản được bán ra, album này đã lập kỉ lục vượt qua mức tiêu thụ đĩa của ngôi sao nổi tiếng nhất Singapore là Tôn Yến Tư và Lương Tịnh Như. Ca khúc chính Sự mập mờ trong album này có hơn 300,000 lượt tải về mỗi ngày. Dương Thừa Lâm chính thức được mệnh danh là ngôi sao mới triển vọng và nổi tiếng nhất Đài Loan. Cô liên tiếp nhận được nhiều giải thưởng uy tín như: "Giải nghệ sĩ mới được yêu thích nhất" và "Album hát tiếng phổ thông bán chạy nhất" (My Intuition) do kênh Channel V tổ chức. Cô cũng nhận được danh hiệu "Ca sĩ được yêu thích nhất tại Hồng Kông - Đài Loan" và là một trong những công chúa đẹp nhất của Disneyland Hồng Kông với tên gọi Cinderella Cô bé lọ lem. Sáu tháng sau, cô cho phát hành album thứ 2 mang tên Meeting love, album này tiếp tục lập được lỷ lục khi bán được 140,000 bản và liên tục lọt vào các bảng xếp hạng album của tuần. Meeting love còn xếp thứ 14 trong Top 51 ca khúc được yêu thích nhất năm 2006.
Năm 2007, tham gia Hoán đổi tình yêu với vai chính đã đạt được rating cao đánh bại đối thủ cạnh tranh phim Anh Dã 3+1. Bộ phim được đánh giá là một đại tác phẩm album vol 3 của Dương Thừa Lâm - "Free Gate", mang phong cách mới lạ hơn hai album trước. Không còn lấy chủ đạo là dance/ballad, mà là những ca khúc sôi động. Ca khúc chủ đề, "Ren Yi Men" được hát với những giọng khác nhau tạo nên sự khác biệt khá lớn. Để tuyên truyền cho album vol 3 lần này, Dương Thừa Lâm tổ chức tour diễn tới nhiều thành phố của Đài Loan và một số nước châu Á. Đặc biệt còn đến Trung Quốc, nơi mà mấy năm về trước cô đã bị tẩy chay. Theo báo giới, đây là cơ hội cho Rainie lấy lại tình cảm nơi khán giả đại lục. Cũng trong năm 2007, Rainie đã được mời làm người đại diện Cục bưu chính - phong trào viết thư.

## Giải thưởng và đề cử
| Năm  | Giải thưởng                              | Hạng mục                                              | Đề cử                    | Kết quả   |
| ---- | ---------------------------------------- | ----------------------------------------------------- | ------------------------ | --------- |
| 2005 | Metro Radio Hits Music Awards            | Nghệ sĩ mới xuất sắc nhất                             | Dương Thừa Lâm           | Đoạt giải |
| 2005 | IFPI Hong Kong Album Sales Awards        | Top 10 Selling Mandarin Albums of the Year            | My Intuition (曖昧)      | Đoạt giải |
| 2006 | Metro Radio Mandarin Hits Music Awards   | Best Mandarin Singer                                  | Dương Thừa Lâm           | Đoạt giải |
| 2006 | IFPI Hong Kong Album Sales Awards        | Top 10 Selling Mandarin Albums of the Year            | Meeting Love             | Đoạt giải |
| 2006 | 6th Global Chinese Music Chart Awards    | Best Female New Artist                                | Rainie Yang              | Đoạt giải |
| 2007 | HITO Radio Music Awards                  | Top 10 Songs of the Year                              | Meeting Love             | Đoạt giải |
| 2007 | Hong Kong TVB8 Awards                    | Top 10 Gold Songs                                     | Lacking Oxygen           | Đề cử     |
| 2007 | Metro Radio Hits Music Awards            | Best Mandarin Singer                                  | Rainie Yang              | Đoạt giải |
| 2007 | Metro Radio Hits Music Awards            | Singer-Dancer Grand Prize                             | Rainie Yang              | Đoạt giải |
| 2007 | YAHOO! Search Awards                     | Favourite International Female Artist                 | Rainie Yang              | Đoạt giải |
| 2007 | YAHOO! Search Awards                     | Favourite International Female Actress                | Rainie Yang              | Đoạt giải |
| 2008 | 43rd Golden Bell Awards, Taiwan          | Best Leading Actress in a Television Series           | Why Why Love             | Đề cử     |
| 2008 | YAHOO! Search Awards                     | Favourite International Female Artist                 | Rainie Yang              | Đoạt giải |
| 2008 | YAHOO! Search Awards                     | Favourite International Female Actress                | Rainie Yang              | Đoạt giải |
| 2009 | Singapore Hit Awards                     | Favourite Female Artist                               | Rainie Yang              | Đề cử     |
| 2010 | 45th Golden Bell Awards, Taiwan          | Best Leading Actress in a Television Series           | Hi My Sweetheart         | Đoạt giải |
| 2010 | Singapore Hit Awards                     | Most Popular Female Artiste                           | Rainie Yang              | Đoạt giải |
| 2010 | Taiwan Next Magazine Entertainment Award | Top 10 Artist of the Year                             | Rainie Yang              | Đoạt giải |
| 2010 | Channel V's Music Chart Award<           | Favourite Female Artist                               | Rainie Yang              | Đoạt giải |
| 2010 | US Complex Magazine                      | The Sexiest Taiwanese Female Celebrity (popular vote) | Rainie Yang              | Đoạt giải |
| 2011 | Taiwan Next Magazine Entertainment Award | Top 10 Artist of the Year                             | Rainie Yang              | Đoạt giải |
| 2012 | Singapore Entertainment Awards           | Most Popular Female Singer                            | Rainie Yang              | Đoạt giải |
| 2012 | Metro Radio Mandarin Hits Music Awards   | Songs of the Year                                     | We Are All Silly         | Đoạt giải |
| 2012 | Metro Radio Mandarin Hits Music Awards   | Best Asia Singer                                      | Rainie Yang              | Đoạt giải |
| 2012 | Metro Radio Mandarin Hits Music Awards   | Most Popular Idol                                     | Rainie Yang              | Đoạt giải |
| 2012 | Metro Radio Mandarin Hits Music Awards   | Most Popular Partner Award                            | Rainie Yang and Show Luo | Đoạt giải |
| 2012 | Next Magazine Entertainment Awards       | Top 10 Artist of the Year                             | Rainie Yang              | Đoạt giải |
| 2013 | Yahoo! Taiwan                            | Most Popular Female Artist                            | Rainie Yang              | Đoạt giải |
| 2013 | Music Radio China Top Chart Awards       | Golden Melodies of the Year                           | "忘了" (Forgotten)       | Đoạt giải |
| 2013 | Music Radio China Top Chart Awards       | Favourite Campus Female Singer of the Year            | Rainie Yang              | Đoạt giải |
| 2013 | Music Radio China Top Chart Awards       | Recommended Singer of the Year (Hong Kong/Taiwan)     | Rainie Yang              | Đoạt giải |
| 2013 | 17th Global Mandarin Chart Music Award   | Best Crossover Female Singer                          | Rainie Yang              | Đoạt giải |
| 2013 | 17th Global Mandarin Chart Music Award   | Best Music Video (Hong Kong/Taiwan)                   | "忘了" (Forgotten)       | Đoạt giải |
| 2013 | HITO Radio Music Awards                  | Breakthrough Act of the Year                          | Rainie Yang              | Đoạt giải |
| 2013 | HITO Radio Music Awards                  | Most Popular Female Singer                            | Rainie Yang              | Đoạt giải |
| 2013 | HITO Radio Music Awards                  | Top 10 Mandarin Songs of The Year                     | "忘了" (Forgotten)       | Đoạt giải |
| 2013 | 3rd Global Chinese Golden Chart Awards   | Top 20 Golden Melodies of the Year                    | "忘了" (Forgotten)       | Đoạt giải |
| 2013 | 6th CSC Music Awards                     | Best Female Singer of The Year                        | Rainie Yang              | Đoạt giải |
| 2013 | 6th CSC Music Awards                     | Top 20 Golden Melodies of the Year                    | "忘了" (Forgotten)       | Đoạt giải |
| 2013 | Singapore Hit Awards 2013                | Y.E.S. 93.3FM Pick of the Pops Award: Top 10 Hits     | "忘了" (Forgotten)       | Đoạt giải |
| 2013 | Singapore Hit Awards 2013                | Most Popular Female Artiste                           | Rainie Yang              | Đề cử     |
| 2013 | 2013 MTV Europe Music Awards             | Best Taiwan Act                                       | Rainie Yang              | Đề cử     |
| 2014 | HITO Radio Music Awards                  | Most Popular Female Singer                            | Rainie Yang              | Đoạt giải |
| 2014 | HITO Radio Music Awards                  | Hit Fm Favourite Artist                               | Rainie Yang              | Đoạt giải |
| 2014 | HITO Radio Music Awards                  | Top 10 Mandarin Songs of The Year                     | "天使之翼" (Angel Wings) | Đoạt giải |

### Các album nhạc đã phát hành
| Album # | Thông tin về album |
| ------- | --- |
| Đầu tay | Sự mập mờ (曖昧)(My Intuition) Ai Mei - Phát hành: Ngày 9,Tháng 9 2005 (Khắp Nơi) - Ngôn Ngữ: Tiếng Quan Thoại - Hãng thu âm: Sony BMG - Dòng nhạc: Mandopop                                                       |
| Thứ 2   | Gặp Gỡ Tình Yêu (遇上愛)(Meeting Love) Yu Shang Ai - Phát hành: Ngày 19,Tháng 3 2006 (Khắp Nơi) - Ngôn Ngữ: Tiếng Quan Thoại Trung Quốc - Hãng thu âm: Sony BMG - Dòng nhạc: Mandopop                              |
| Thứ 3   | Cánh Cửa Thần Kì (任意門)(Free Gate) Ren Yi Men - Phát hành: Ngày 7,Tháng 9 2007 (Khắp Nơi) - Ngôn Ngữ: Tiếng Quan Thoại Trung Quốc - Hãng thu âm: Sony BMG - Dòng nhạc: Mandopop                                  |
| Thứ 4   | Bán Thục Tuyên Ngôn (半熟宣言)(Not Yet a Woman) Ban Shu Xuan Yan - Phát hành: Ngày 7,Tháng 11 2008 (Khắp Nơi) - Ngôn Ngữ: Tiếng Quan Thoại Trung Quốc - Hãng thu âm: Sony BMG - Dòng nhạc: Mandopop                |
| Thứ 5   | Rainie & Tình Yêu....? (雨愛)(Rainie & Love....?) Yu Ai - Phát hành: Ngày 1, Tháng 1 2010 (Khắp Nơi) - Ngôn Ngữ: Tiếng Quan Thoại Trung Quốc - Hãng thu âm: Sony BMG - Dòng nhạc: Mandopop                         |
| Thứ 6   | Longing For (仰望)(Longing For) Yang Wang - Phát hành: Ngày 29, Tháng 7 2011 (Khắp Nơi) - Ngôn Ngữ: Tiếng Quan Thoại Trung Quốc - Hãng thu âm: Sony BMG - Dòng nhạc: Mandopop                                      |
| Thứ 7   | Wishing For Happiness (想幸福的人)(Wishing For Happiness) Xiang xing fu de ren - Phát hành: Ngày 16, Tháng 8 2012 (Khắp Nơi) - Ngôn Ngữ: Tiếng Quan Thoại Trung Quốc - Hãng thu âm: Sony BMG - Dòng nhạc: Mandopop |
| Thứ 8   | Angel Wings (天使之翼)(Angel Wings) Tian shi zhi yi - Phát hành: Ngày 23, Tháng 8 2013 (Khắp Nơi) - Ngôn Ngữ: Tiếng Quan Thoại Trung Quốc - Hãng thu âm: Sony BMG - Dòng nhạc: Mandopop                            |
| Thứ 9   | A TALE OF TWO RAINIE (雙丞戲)(A TALE OF TWO RAINIE) Shuang cheng xi - Phát hành: Ngày 12, Tháng 12 2014 (Khắp Nơi) - Ngôn Ngữ: Tiếng Quan Thoại Trung Quốc - Hãng thu âm: EMI - Dòng nhạc: Mandopop                |
| Thứ 10  | Niên Luân Thuyết (年輪說)(Rings) Nian lun shuo - Phát hành: Ngày 30, Tháng 9 2016 (Khắp Nơi) - Ngôn Ngữ: Tiếng Quan Thoại Trung Quốc - Hãng thu âm: EMI - Dòng nhạc: Mandopop                                      |

### Đĩa đơn
| Đĩa đơn # | Thông tin về bản solo ở Nhật |
| --------- | --- |
| Đầu tay   | (曖昧)(青春鬥) Ai Mei, Qing Chun Dou (đĩa đơn tiếng Nhật) (Tick Tock)(戀の魔法) - Phát hành: Ngày 27,Tháng 1 2010 (Nhật Bản) - Ngôn Ngữ: Tiếng Nhật - Hãng thu âm: Sony BMG - Dòng nhạc: J-pop |

Nhóm "4 in Love"(đã tan rã năm 2002)
- Fall in love (2000),
- Ai sợ ai (誰怕誰, 2001)

### Album chọn lọc
| Album # | Thông tin về album |
| ------- | --- |
| Đầu tay | Thế giới Kỳ Diệu (異想天開 新歌加精選)(Whimsical World Collection) Yi Xiang Tian Kai - Phát hành: Ngày 23, Tháng 4 2010 (Khắp nơi) - Ngôn Ngữ: Tiếng Quan Thoại Trung Quốc - Hãng thu âm: Sony BMG - Dòng nhạc: Mandopop |
| Thứ 2   | Chuyến khời hành vì tình yêu (為愛啟丞)(Love Voyage) Wei ai qi cheng - Phát hành: Ngày 18, Tháng 1 2013 (Khắp nơi) - Ngôn Ngữ: Tiếng Quan Thoại Trung Quốc - Hãng thu âm: Sony BMG - Dòng nhạc: Mandopop                 |

## Live show cá nhân
- Sự mập mờ không khoảnh cách (2005) Lưu trữ ngày 11 tháng 11 năm 2013 tại Wayback Machine
- Gặp gỡ tình yêu (2006) Lưu trữ ngày 11 tháng 11 năm 2013 tại Wayback Machine
- Cánh cửa thần kì (2007) Lưu trữ ngày 11 tháng 11 năm 2013 tại Wayback Machine
- Bán thục tuyên ngôn (2009) Lưu trữ ngày 11 tháng 11 năm 2013 tại Wayback Machine
- Rainie Love (2010) Lưu trữ ngày 11 tháng 11 năm 2013 tại Wayback Machine
- Dị Tưởng Thiên Khai (2010) Lưu trữ ngày 11 tháng 11 năm 2013 tại Wayback Machine
- Legacy Live Concert (2011) Lưu trữ ngày 11 tháng 11 năm 2013 tại Wayback Machine
- Rainie Live and Fanmeeting Tokyo 2012 Lưu trữ ngày 11 tháng 11 năm 2013 tại Wayback Machine
- Love Voyage  Lưu trữ ngày 11 tháng 11 năm 2013 tại Wayback Machine

- Ngày14,15,16 tháng 12 năm 2012: trạm Hồng Kông
- Ngày 18.1.2013: trạm Singapore
- Ngày 23.3.2013: trạm Đài Bắc
- Ngày 29.6.2013: trạm Malaysia
- Ngày 20.7.2013: trạm Thượng Hải
- Ngày 19.10.2013: trạm Ma Cao
- Ngày 21.9.2014: trạm cuối cùng tại Mỹ~ Atlantic City ]

## Danh sách phim

### Phim truyền hình
| Năm  | Tên Phim                                           | Nhân vật                                        |
| ---- | -------------------------------------------------- | ----------------------------------------------- |
| 2001 | Vườn sao băng (2000)                               | Tiểu Ưu                                         |
| 2001 | Vườn sao băng (2000)                               | Tiểu Ưu                                         |
| 2001 | Vườn sao băng (2000) II                            | Tiểu Ưu                                         |
| 2001 | Sunshine Jelly                                     | Mai                                             |
| 2002 | Tomorrow                                           | Viên Thành Mỹ                                   |
| 2003 | Hoa oải hương 2                                    | Tiêu Tiêu                                       |
| 2003 | The Pink Godfather                                 | Bao Xiao Ting / Chen Tian Shi + Zhi Xiang Ai Ni |
| 2003 | Hương vị mùa hè                                    | Dương Phán Phán                                 |
| 2004 | Hầu điểu e nhân                                    | Jiang Ding Han                                  |
| 2004 | Vua Tốc Độ                                         | Juliet / Cao Vân                                |
| 2004 | City Of The Sky                                    | Lục Bân Yến                                     |
| 2005 | Strange Tales of Liao Zhai - Liêu Trai (Tập A Bảo) | Triệu A Bảo                                     |
| 2005 | Devil Besides You - Định Mệnh                      | Tề Duyệt                                        |
| 2007 | Hoán đổi tình yêu                                  | Đồng Gia Đế                                     |
| 2008 | Bất lương tiếu hoa - Lý lẽ con tim                 | Lương Tiểu Hoa                                  |
| 2009 | Yêu thì ở bên nhau                                 | Trần Mặc Mặc                                    |
| 2009 | Hi My Sweetheart - Khoảnh khắc ngọt ngào           | Trần Bảo Châu                                   |
| 2010 | Sunshine Angel                                     | Dương Quang                                     |
| 2011 | Yêu em sau cơn say                                 | Lâm Hiểu Như                                    |
| 2014 | Không phải tiếng sét ái tình                       | Phí Lạc Lạc                                     |
| 2015 | Tình Yêu / series Rock records in love             | Trần Lệ Tâm                                     |
| 2016 | Hoa Đồ Mi / series Thực Kịch Trường                | Trịnh Như Vy                                    |
| 2018 | Bạn trai cũ không phải người                       | Lê Thân Ái                                      |
| 2019 | Nắm ba cái, em yêu anh                             | Lưu Lập Lập                                     |

### Phim điện ảnh
| Năm  | Tựa đề                        | Vai          |
| ---- | ----------------------------- | ------------ |
| 2001 | Merry Go Round                | Carlily Pang |
| 2007 | Spider Lilies                 | Xiao Lü      |
| 2010 | The Child’s Eye               | Rainie       |
| 2014 | Endless Night In Aurora       | Ailisha      |
| 2017 | The Tag-Along 2               | Lý Thục Phân |
| 2018 | The Tag-Along 3(Ngoại truyện) | ---          |

### Micro phim
| Năm  | Tựa đề                | Vai           |
| ---- | --------------------- | ------------- |
| 2012 | Heartbeat Love        | Dương Tiểu Vũ |
| 2012 | Wishing For Happiness | Tiểu Lan      |

## Trò chơi truyền hình
- TVBS - 2003
- Jacky Live! - 2003
- Azio Entertainment News - 2002 - tháng 5 năm 2004
- Tôi đoán tôi đoán tôi đoán đoán đoán (CTV) - - 2002 [2002.09.30] - 2007 [2007.01.08]
- ASOS 100% Entertainment - 2005